# Équipe de France de tennis de table
L'équipe de France de tennis de table représente la France dans les compétitions internationales de tennis de table telles que les Jeux Olympiques d'été, les championnats du monde et d'Europe de tennis de table, la Coupe du monde de tennis de table. Elle rassemble les meilleurs joueurs de France sous le patronage la FFTT.

## Palmarès des compétitions par équipes[1]

### Jeux Olympiques d'été

#### Équipe messieurs
- Médaille de bronze (1) : 2024

### Championnats du monde

#### Équipe messieurs
- Médaille d'argent (3) : 1948, 1997, 2024
- Médaille de bronze (4) : 1937, 1947, 1950, 1953

#### Équipe dames
- Médaille de bronze (3) : 1949, 1991, 2024

### Coupe du monde

#### Équipe messieurs
- Médaille de bronze (2) : 1991, 1994

### Championnats d'Europe

#### Équipe messieurs
- Médaille d'or (3): 1984, 1994, 1998
- Médaille d'argent (2) : 1986, 1996
- Médaille de bronze (9) : 1976, 1978, 1992, 2002, 2010, 2015, 2017, 2019, 2023

#### Équipe dames
- Médaille de bronze (3) : 1962, 2021, 2023

### Jeux Européens

#### Équipe messieurs
- Médaille d'argent (1) : 2015
- Médaille de bronze (1) : 2023

## Palmarès des compétitions individuelles

### Jeux Olympiques d'été

#### Simple Messieurs
- Médaille d'argent (1) : Jean-Philippe Gatien en 1992
- Médaille de bronze (1) : Félix Lebrun en 2024

#### Double Messieurs
- Médaille de bronze (1) : Jean-Philippe Gatien et Patrick Chila en 2000

### Championnats du monde

#### Simple Messieurs
- Médaille d'or (1) : Jean-Philippe Gatien en 1993
- Médaille de bronze (4) : 1948, 1952(x2), 1955

#### Double Messieurs
- Médaille d'argent (1) : 1954
- Médaille de bronze (8) : 1939, 1973, 1975, 1981, 1995, 1997, 2025(x2)

#### Simple Dames
- Médaille de bronze (1) : 1935

#### Double Mixte
- Médaille d'or (1) : Claude Bergeret et Jacques Secrétin en 1977
- Médaille de bronze (1) : 1979

### Championnats d'Europe

#### Simple Messieurs
- Médaille d'or (3) : Jacques Secrétin en 1976, Emmanuel Lebesson en 2016, Alexis Lebrun en 2024
- Médaille d'argent (1) : 2016
- Médaille de bronze (6) : 1976, 1980, 1990, 1994, 1996, 1998

#### Double Messieurs
- Médaille d'or (3) : Patrick Birocheau et Jacques Secrétin en 1980, Patrick Chila et Jean-Philippe Gatien en 2000, Alexis et Félix Lebrun en 2024
- Médaille de bronze (6) : 1982, 1984, 2002, 2007, 2009, 2022

#### Simple Dames
- Médaille d'argent : 2012
- Médaille de bronze : 2012

#### Double Dames
- Médaille de bronze (4) : 1976, 1990, 1994, 2021

#### Double Mixte
- Médaille d'or (3) : Jacques Secrétin et  Irina Popova en 1984, Jean-Philippe Gatien et Wang Xiaoming en 1990, Emmanuel Lebesson et Jia Nan Yuan en 2022
- Médaille d'argent (1) : 1992
- Médaille de bronze (6) : 1962, 1974, 1976, 2021(x2), 2024

### Jeux Européens

#### Simple Messieurs
- Médaille d'or (1) : Félix Lebrun en 2023
- Médaille de bronze (1) : 2023

#### Double mixte
- Médaille de bronze : 2019

## Composition de l'équipe de France

### Équipe actuelle

#### Équipe messieurs
- Félix Lebrun (Alliance Nîmes-Montpellier)
- Alexis Lebrun (Alliance Nîmes-Montpellier)
- Simon Gauzy (TTF Liebherr Ochsenhausen)
- Jules Rolland (Thorigné-Fouillard TT)
- Lilian Bardet (SPO Rouen)
- Thibault Poret (Bruille CTT)
- Esteban Dorr (Alliance Nîmes-Montpellier)
- Florian Bourrassaud (Roanne LNTT)

#### Équipe dames
- Jia Nan Yuan (Poitiers TTACC 86)
- Prithika Pavade (Saint-Denis Tennis de table 93)
- Charlotte Lutz (Schiltigheim SU)
- Camille Lutz (TT Saint-Quentin)
- Audrey Zarif (TT Joué-lès-Tours)
- Léana Hochart (TT Joué-lès-Tours)

### Anciens membres de l'équipe de France
- Jean-Philippe Gatien
- Jacques Secrétin
- Patrick Chila
- Damien Éloi
- Christophe Legoût
- Adrien Mattenet
- Emmanuel Lebesson
- Claude Bergeret
- Anne Boileau
- Wang Xiaoming
- Emmanuelle Coubat